# مسكونية
المسكونية (بالإنجليزية: Ecumenism)‏ تعني الدعوة إلى توحيد الكنائس أساسًا إلى المبادرات الهادفة إلى زيادة الوحدة أو التعاون المسيحي. ويستخدم في الغالب بواسطة الطوائف المسيحية والكنائس المسيحية المنفصلة بناء على المذهب والتاريخ والممارسة، وكذلك للإشارة إلى تلك الطوائف والكنائس. فمن خلال هذا السياق خاصة، يشير مصطلح المسكونية إلى فكرة توحيد المسيحية في المعنى الحرفي: بحيث يكون هناك كنيسة مسيحية واحدة. ويجب عدم الخلط بين هذا المصطلح ومصطلح المسيحية غير الطائفية.
تتناقض هذه الكلمة مع الحوار بين الأديان أو التعددية بين الأديان التي تهدف إلى الوحدة أو التعاون بين الأديان المختلفة والإشارة إلى «الوحدة الدينية» في جميع أنحاء العالم عن طريق الدعوة إلى إحساس أكبر للمشاركة الروحانية.
واشتقت هذه الكلمة من اليونانية (οἰκουμένη oikoumene)، التي تعني «العالم المسكون بأكمله» وكانت تستخدم تاريخيًا للإشارة المحددة إلى الإمبراطورية الرومانية. وتشتمل الرؤية المسكونية على البحث عن الوحدة المرئية للكنيسة (أفسس 4.3) و«العالم المسكون بأكمله» (متى 24,14) حسب اهتمام جميع المسيحيين.
ففي المسيحية، إن تأهيل مصطلح المسكوني الأصلي ما زال يستخدم في مصطلحات مثل «المجلس المسكوني» و«البطريرك المسكوني» في المعنى المتعلق برمته بالكنيسة الكبيرة (مثل الكنيسة الكاثوليكية أو الكنيسة الأرثوذكسية) فضلاً عن اقتصاره على واحدة من الكنائس المكونة لها أو الأبرشية. وما هو مستخدم أصلاً في هذا المعنى، هو أن المصطلح ليس له أي دلالة لإعادة توحيد الطوائف المسيحية المنفصلة تاريخيًا.

## وصلات خارجية
- مسكونية على مشروع الدليل المفتوح
- Christian Mysticism is unity with all